# Pajala

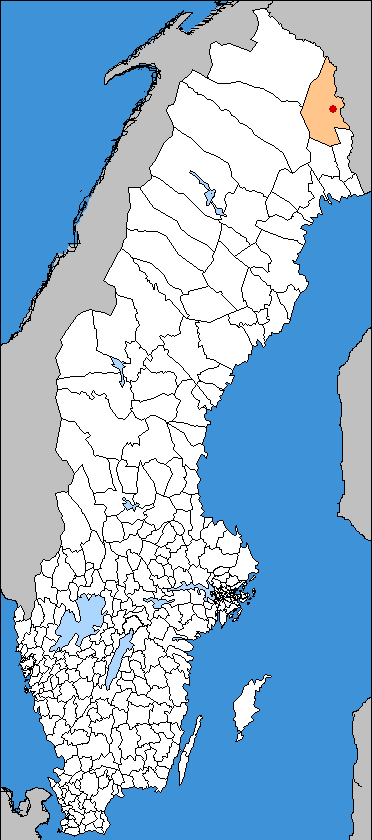
Situación de Pajala.

Pajala es una ciudad de 2.000 habitantes, capital del municipio homónimo en la provincia de Norrbotten (Suecia).

## Historia
Lars Levi Læstadius vivió y trabajó en el municipio de Pajala en el medio del siglo XIX. Más precisamente su lugar de residencia era Kengis, pero durante el año 1869 la casa de Læstadii, su tumba y toda la iglesia de Kengis se trasladó a Pajala.
La ciudad fue bombardeada por los aeroplanos soviéticos durante la Guerra de Invierno con los finlandeses en la primavera de 1940, pero no hubo pérdidas humanas.